# Roberto Corsini (artista)
Roberto Corsini (Siena, 16 marzo 1894 – Siena, 17 agosto 1945) è stato un pittore, intarsiatore e fotografo italiano.

## Biografia
Figlio di Tito (1867-1944), intagliatore e scultore, a sua volta figlio di un artigiano intagliatore di nome Roberto, vissuto nell'Ottocento, fece parte di una famiglia di artigiani ed artisti in cui spicca lo zio scultore Fulvio (1878-1938) e di cui fece parte anche l'altro zio ebanista Giuseppe (1874-1951).
Sembra probabile che il giovane Corsini abbia iniziato nella bottega paterna, aperta nel 1887, divenuta piuttosto nota per i mobili in stile rinascimentale, frequentando anche l'Accademia di belle arti di Siena, e mostrando le sue capacità nella tarsia nelle vedute sui mobili destinati alla casa di Torino dell’ingegnere Gian Giacomo Ponti nel 1930. Infatti dall'anno dopo, Corsini venne chiamato ad insegnare tarsia all'Accademia in qualità di Maestro d'Arte. Prima della tarsia in legno Corsini sperimentò la xilografia, grazie alla quale realizzò le incisioni nel volumetto di poesie Col Sole e con le Stelle (1922) di Gino Valeriani.
Nel frattempo si era sposato con Amelia Alberti dalla quale ebbe due figli, Lucia (1924-2006) e Tito (1928-1990). In questa prima fase della sua vita fu la pittura nella quale egli cercò di trovare la massima realizzazione artistica ed in particolare sul paesaggio della campagna senese nelle sue variazioni di colore e di illumuinazione. Questa predilezione per il paesaggio nel 1930 portò la stampa locale a scrivere della nascita di una nuova "scuola" della quale avrebbero fatto parte alcuni pittori, oltre a Corsini, anche artisti come Dario Neri, Angelo Mucci, Vittorio Zani, Bruno Marzi, Memo Vagaggini. Per molto tempo Corsini fu considerato soltanto un pittore ed in quanto tale, con i suoi colleghi Dario Neri, Fulvio Corsini, Federigo Martelli, Umberto Giunti, Vittorio Zani, Dino Rofi firmò la petizione affinché il Piano regolatore generale della città di Siena (PRG Mascagni) elaborato nel 1932 fosse attuato prima possibile.
Non è noto da quando Corsini abbia iniziato ad interessarsi alla fotografia, è certo però che quattro immagini furono pubblicate sulla rivista "La Diana" nel 1928. Egli aveva fotografato alcuni monumenti e paesaggi tipici del Senese: la Certosa di Maggiano, l'eremo di Bulcianino, l'Eremo di San Leonardo al Lago, le Crete senesi presso Monteaperti. Guardando con occhio attento il suo vasto archivio di proprietà degli eredi, in attesa di essere catalogato e studiato, la maggioranza che salta subito all'occhio sono le vedute scattate di Siena e della campagna circostante, paesaggi vari e scene di lavoro contadino con i buoi, pecore, pastori e greggi brulicanti negli aridi paesaggi delle Crete, dove qua e là si incontrano rari cipressi.
Corsini scattò molte foto alla Villa di Geggiano, testimonianza dei rapporti di amicizia e familiarità con l’archeologo Ranuccio Bianchi Bandinelli, molto probabilmente avvenuti tramite lo zio Fulvio. L'archivio si ampliò anche alle foto scattate nei viaggi compiuti a Venezia, Roma, Firenze, oltre a scatti di natura familiare e alle vacanze in Versilia. Inoltre compaiono in archivio molte altre fotografie di cui ancora sono da individuare le località. Le sue immagini, scattate per lo più negli anni Venti e Trenta sono da attribuire al filone pittorialista, cui spetta un ruolo non secondario per il valore costruttivo, compositivo e sapiente dei risultati 
finali delle immagini. Negli esiti più evoluti Corsini preferì obiettivi morbidi, messe a fuoco al limite della precisione e delle carte da stampa con una resa granulosa ma opaca che gli consentirono effetti di sfumato, anche se lieve, ma in grado di riprodurre, in una larga gamma tonale di grigi, una grande varietà di giochi di chiaroscuri.
Secondo una versione ormai accreditata, sembra che Corsini si trovasse dalle parti della Basilica dell'Osservanza la mattina del 23 gennaio 1944 quando venne bombardata e distrutta dagli alleati. In bicicletta, in fuga, tornando verso Siena, con la sua macchina fotografica, cadde in una buca profonda provocata da una bomba all'altezza della località Madonnina Rossa, lesionandosi gravemente la spina dorsale. Morì l'anno dopo.
Si stima che l'archivio fotografico sia composto da circa 1 500 fotografie, tra cui 400 stereogrammi, 800 stampe di piccolo formato, alcune stampe in gomma bicromata e lastre positive in buono stato di conservazione. Parte dei negativi non è dato sapere che fine abbiano fatto, forse sono andati persi per sempre. Infine, occorre ricordare che, come per molti altri artisti e fotografi, la loro partecipazione a vario titolo al fascismo, al di là della gravità delle loro azioni, ha decretato nel dopoguerra una sorta di "oscuramento" nei loro confronti. Nel caso di Corsini, la sua morte precoce ha accelerato ancor più questo processo tanto che la riscoperta della sua opera è avvenuta negli anni Dieci del 2000.